# Movimiento al Socialismo (Venezuela)
Der Movimiento al Socialismo (Kürzel: MAS; más bedeutet auf Spanisch „mehr“) ist eine sozialdemokratische Partei in Venezuela.

## Geschichte
Sie entstand 1971 aus einer Spaltung der Kommunistischen Partei Venezuelas. Sie hatte das Ziel hinter den beiden großen etablierten Parteien Acción Democrática und COPEI drittstärkste Kraft zu werden, bekam aber oft nur weniger als 5 Prozent der Stimmen.
Trotz der Unterstützung für Hugo Chávez bei den Wahlen 1998, wo der MAS 9 Prozent der Stimmen erreichte, war der MAS 2002 am Staatsstreich gegen Chávez beteiligt. Für die Wahlen 2006 unterstützte der MAS Manuel Rosales, den Kandidaten der Opposition, und erreichte 0,61 Prozent der Stimmen.

## Weblink
- Offizielle Webseite